# Rhizophlyctidomycetes
Rhizophlyctidomycetes é uma classe monotípica de fungos do grupo dos quitrídios, pertencente à divisão Chytridiomycota, cuja única ordem é Rhizophlyctidales, com quatro famílias.

## Descrição
Apresentam talo monocêntrico, eucárpico; esporângio interbiótico, inoperculado ou endo-operculado com um ou vários aparelhos de descarga, eixos rizoidais múltiplos; cinetossoma em ângulo agudo com o centríolo não flagelado e ligado a ele na maior parte do comprimento; microtúbulos citoplasmáticos ausentes. Habita principalmente em solos agrícolas.

## Classificação
Na sua presente circunscrição taxonómica o grupo apresenta a seguinte estrutura:
- Rhizophlyctidomycetes
  - Rhizophlyctidales
    - Arizonaphlyctidaceae
    - Borealophlyctidaceae
    - Rhizophlyctidaceae
    - Sonoraphlyctidaceae